# Orchestre symphonique de la radio finlandaise
L'Orchestre symphonique de la radio finlandaise (en finnois YLE Radion sinfoniaorkesteri) est un orchestre finlandais de la radio nationale Yle.

## Historique
L'orchestre est fondé en 1927. Plus tard, il se produit à la maison Finlandia, à Helsinki.
Après la seconde guerre mondiale, le chef Nils-Eric Fougstedt choisit de défendre la musique contemporaine avec notamment Paul Hindemith et Igor Stravinsky qui sont honorés. Bien entendu, la musique finlandaise n'est pas oubliée, avec la création de près de cinq cents œuvres.
Avec l'arrivée de Paavo Berglund, l'orchestre commence de nombreuses tournées à l'étranger, d'abord à Leningrad en 1963, puis au Danemark et au Royaume-Uni. 
Après Okko Kamu, Leif Segerstam et Jukka-Pekka Saraste, Sakari Oramo a été nommé chef principal en août 2003, tout en dirigeant à Birmingham.

## Répertoire
Avec Sakari Oramo et le label Ondine, les musiques de Kimmo Hakola, Jouni Kaipainen, Magnus Lindberg, Uuno Klami, Ernst Mielck, Pehr Henrik Nordgren entre autres, ainsi que l'opéra Aslak Hetta d'Armas Launis ont été enregistrés.
L'enregistrement des symphonies nos 3 et 4 de Pehr Henrik Nordgren a remporté le prix de l'Académie Charles-Cros en 2000.
Jukka-Pekka Saraste a également gravé par deux fois le cycle complet des symphonies de Jean Sibelius.

## Chefs principaux
- Nils-Eric Fougstedt (1950–1961)
- Paavo Berglund (1962–1971)
- Okko Kamu (1971–1977)
- Leif Segerstam (1977–1987)
- Jukka-Pekka Saraste (1987–2001)
- Sakari Oramo (depuis 2003-2012)
- Hannu Lintu (2013–2021)
- Nicholas Collon (2021–présent)